# Rio Maria
Rio Maria is een gemeente in de Braziliaanse deelstaat Pará. De gemeente telt 17.437 inwoners (schatting 2009).